# Röks distrikt
Röks distrikt är ett distrikt i Ödeshögs kommun och Östergötlands län. 
Distriktet ligger öster om Ödeshög. 

## Tidigare administrativ tillhörighet
Distriktet inrättades 2016 och utgörs av socknen Rök i Ödeshögs kommun.
Området motsvarar den omfattning Röks församling hade vid årsskiftet 1999/2000.